# Chastreix
Chastreix (auvergnatisch: Chastris) ist eine französische Gemeinde mit 233 Einwohnern (Stand: 1. Januar 2022) im Département Puy-de-Dôme in der Region Auvergne-Rhône-Alpes (vor 2016 Auvergne). Sie gehört zum Arrondissement Issoire und zum Kanton Le Sancy (bis 2015 La Tour-d’Auvergne).

## Lage
Chastreix liegt etwa 39 Kilometer südwestlich von Clermont-Ferrand. Umgeben ist Chastreix von den Nachbargemeinden La Tour-d’Auvergne im Norden und Nordwesten, Mont-Dore im Nordosten, Chambon-sur-Lac im Osten und Nordosten, Picherande im Süden und Südosten, Saint-Donat im Süden und Südwesten sowie Bagnols im Westen.

## Bevölkerungsentwicklung
| Jahr                       | 1962 | 1968 | 1975 | 1982 | 1990 | 1999 | 2006 | 2013 |
| Einwohner                  | 567  | 556  | 507  | 413  | 359  | 273  | 254  | 236  |
| Quellen: Cassini und INSEE |      |      |      |      |      |      |      |      |

## Sehenswürdigkeiten
- Kirche Saint-Bonnet aus dem 15. Jahrhundert, Monument historique seit 1907

## Weblinks

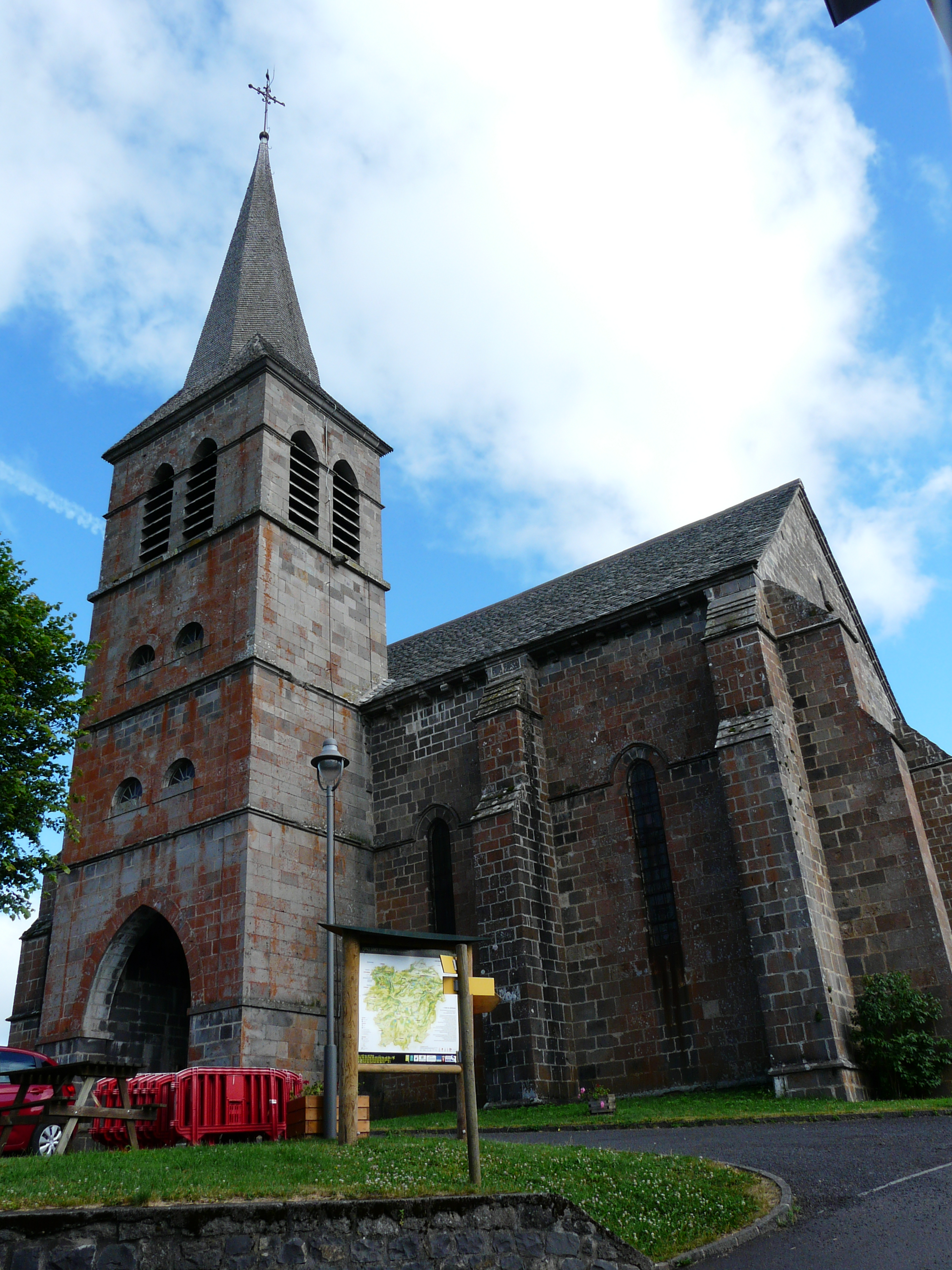
Kirche Saint-Bonnet